# Rolando Cruz
Rolando Cruz (ur. 17 września 1939 w Salinas) – portorykański skoczek o tyczce, 3-krotny uczestnik letnich igrzysk olimpijskich, w latach 1956–1964 (w najlepszym starcie – w Rzymie zajął 4. miejsce), oraz trzykrotny złoty medalista Igrzysk Ameryki Środkkowej i Karaibów w latach 1959, 1962 i 1966.

## Rekordy życiowe
- skok o tyczce - 4,96 m (1964)